# 921
921 (CMXXI) je bilo navadno leto, ki se je po julijanskem koledarju začelo na ponedeljek.

## Dogodki
- 1. januar

## Rojstva
Neznan datum
- Abe no Seimei, japonski čarovnik, astrolog († 1005)

## Smrti
- 13. februar - Vratislav I., češki vojvoda (* ok. 888)